# Panic Restaurant
Panic Restaurant, i Japan känt som Wanpaku Kokkun no Gourmet World (わんぱくコックンのグルメワールド?), är ett plattformsspel utvecklat av EIM och utgivet av Taito till NES. 
Huvudfiguren är en kock vid namn Cookie genom hans egen restaurang, som angripits av rivalen Ohdove. Med köksredskap som vapen måste han slå sig genom sex olika nivåer fulla med diverse mat-monster innan slutstriden mot Ohdove.

## Mottagande
Allgame gav spelet 4 av 5 i betyg.

### Fotnoter
1. 1 2 3  ”Panic Restaurant”. NES DB. 27 februari 1992. Arkiverad från originalet den 18 april 2014. https://web.archive.org/web/20140418233853/http://www.nesdb.se/game_more.php?id=1131&rid=1. Läst 18 april 2014.
2. ↑  Betyg för Panic Restaurant Arkiverad 14 november 2014 hämtat från the Wayback Machine. på allgame